# Twee Violen en een Bas
Twee Violen en een Bas (herkomst: Nijmegen, Amsterdam) is een trio dat Nederlandse muziek van rond 1700 speelt. De groep bestaat sinds 1978, eerst onder de naam Knerp, en later als Twee Violen en een Bas.
Het trio brengt de muziek en de liederen vaak als deel van theatrale voorstellingen rond thema's uit de Nederlandse geschiedenis. Zo speelde de groep de voorstellingen De Streken van Rembrandt en Het Huys te Sinnelust (een zedenschets uit de oudste muziekherberg van Amsterdam).
De muzikanten bij het trio zijn:
- Jos Koning (Amsterdam, 1950) violist. Hij is ook bespeler van de vijfsnarige altviool. Daarnaast is hij musicoloog en doctor in de sociale wetenschappen. Hij is opgeleid aan de conservatoria in Amsterdam, Hilversum en Arnhem.[3]
- Niki Jansen (Goirle, 1978) viool. Zij is onder meer opgeleid door Jos Koning. Naast haar vioolstudie voltooide ze de studie milieu-maatschappijwetenschappen aan de Universiteit van Nijmegen. Zij speelde ook in het experimentele folkorkest Iduna: daarnaast maakt ze deel uit van de vrouwen-bluegrassgroep Daisy Chain.[3]
- Willem Raadsveld (Hoorn, 1947) bassist. Hij studeerde contrabas aan het conservatorium te Den Haag en Muziekwetenschap aan de Universiteit van Amsterdam.[3] Hij voelde zich eerst met de jazzmuziek verbonden. Hij speelde in balkan- en zigeunerorkesten en is al tientallen jaren medewerker aan het Internationaal Danstheater te Amsterdam.
- Een vierde lid van het trio is bassist Philip Augusteijn, die onder meer al het baswerk van de laatste CD (Het Huys te Sinnelust) voor zijn rekening heeft genomen, en een groot deel van de zang.
- Hans Troost, violist. Een van de oprichters van folkgroep De Perelaar. Speelde samen met Koning en Raadsveld in Knerp, en op de twee albums die van die groep zijn verschenen.[4]

## Discografie
Knerp:
- Twee Violen en een Bas - Hakketoon 1982-18 (1982)
- Strijktrio Knerp - Discus 7043 (1983)

Twee Violen en een Bas:
- Amsterdam 1700 - Syncoop - 5751 CD 115 (1991)
- Twee eeuwen Hollandse Dansmuziek - Syncoop - 5756 CD 198 (1996)
- De Streken van Rembrandt - Syncoop - 5765 CD 282 (2005)
- Het Huys te Sinnelust - Syncoop - 5768 CD 300 (2008)
- De Graaf van Buuren - PAN records - PAN 220 (2010)

Publicaties:
- Speelboek Twee Violen en een Bas (auteur Jos Koning)
- Speelboek Twee Violen en een Bas 2 (auteur Jos Koning)
- Speelboek De Streken van Rembrandt (auteur Jos Koning)